# Signalling Connection Control Part
A Signalling Connection Control Part (SCCP) a hálózati réteg egy protokollja, ami kiterjesztett routing, flow control, segmentation, kapcsolatorientált (connection-orientation) és hibajavítási szolgáltatást biztosít a Signaling System 7 távközlési hálózatoknak. Az SCCP az MTP protokoll által biztosított alapszintű útválasztási és hibajelzési szolgáltatásokra támaszkodik.

## Szabványok
Az alap SCCP szabványt az ITU-T fogalmazta meg a Q.711 - Q.714 ajánlásokban, kiegészítő információt biztosítva az implementációhoz a Q.715 és Q.716. ajánlásokban, de léteznek helyi szabványügyi szervezetek által kiadott regionális változatok is. Az Egyesült Államokban az ANSI által kiadott Q.713-at módosító ANSI T1.112, a japán TTC által kiadott JT-Q.711 - JT-Q.714, és az európai ETSI által publikált ETSI EN 300-009-1:.

## Kiegészítés az MTP útvonalválasztáshoz
Bár az MTP lehetővé teszi a Point Code alapján történő útvonalválasztást, az SCCP biztosítja a Point Code és Subsystem number vagy a Global Title alapú útvonalválasztást.
A Point Code a hálózat egy csomópontjának azonosítására szolgál, míg a Subsystem number a csomóponton belül rendelkezésre álló alkalmazások közül címez meg egyet.
Az SCCP a Global Title Translation eljárás segítségével Global Title alapján Point Code-ot határoz meg, ahova majd az MTP réteg kell továbbítsa a jelzésüzenetet.
Az SCCP üzenetek paraméterei hordozzák a használt címzés típusát és hogy milyen módon kell a jelzésüzenetet továbbítani:
- Address indicator
  - Subsystem indicator: A címzés tartalmaz Subsystem Number-t (SSN-t).
  - Point Code indicator: A címzés tartalmaz Point Code-ot (SPC).
- Global title indicator
  - No Global Title
  - Global Title includes Translation Type (TT), Numbering Plan Indiciator (NPI) and Type of Number (TON)
  - Global Title includes Translation Type only
- Routing indicator
  - Route using Global Title only
  - Route using Point Code/Subsystem number
- Address Indicator Coding
  - Address Indicator coded as national (the Address Indicator is treated as international if not specified)

## Protokoll osztályok
Az SCCP 5 protokoll osztályt támogat:
- 0 Osztály: Egyszerű kapcsolat nélküli.
- 1 Osztály: Sorrendhelyes kapcsolat nélküli.
- 2 Osztály: Egyszerű kapcsolatalapú.
- 3 Osztály: Folyamatvezérelt kapcsolatalapú.
- 4 Osztály: Hibajavító, folyamat vezérelt kapcsolat-alapú.

A kapcsolat nélküli protokoll osztály lehetővé teszi egy Network Service Data Unit (NSDU) adategység átvitelét egy XUDT, LUDT vagy UDT üzenet "adatmezejében".
Ha egy NSDU üzenet tartalma túl nagy ahhoz hogy beleférjen egy kapcsolat nélküli üzenet „adatmezejébe”, a 0 és 1 protokoll osztály esetén egy darabolási és egyesítési (segmenting/reassembly) funkciót használunk, mely a forrásoldalon az üzenetet felszabdalja több kisebb méretű darabra, melyeket beteszünk az XUDT (vagy hálózati opció esetén LUDT) üzenet „adatmezejébe”. A célállomáson összeillesztjük az NSDU-t.
A kapcsolatalapú protokoll osztályok (2 és 3 protokoll osztály) egy jelzéskapcsolatot építenek fel két csomópont között, melyen több összetartozó NSDU-t cserélhetnek.
A kapcsolatalapú protokoll osztályok szintén támogatják a darabolási és egyesítési funkciót. A 255 oktettnél hosszabb NSDU-kat a célállomáson még a DT jelzésüzenet "adatmezejébe" helyezés előtt több szegmensre daraboljuk. Minden darab kisebb vagy egyenlő mint 255 oktett. A célállomáson a darabokból összeillesztjük az NSDU-t.

### 0 Osztály: Egyszerű kapcsolat nélküli
A 0 osztályú az SCCP protokoll osztályok legegyszerűbbike. A forrásoldalon a magasabb rétegek által az SCCP-re bízott NSDU-kat (Network Service Data Unit) az SCCP egymástól függetlenül kézbesíti a célállomáson a fölötte levő protokolloknak, ezért az üzenetek sorrendhelyes átvitele nem garantált. Ez a protokoll osztály megfelel az egyszerű connectionless network service szolgáltatásnak.
A kapcsolat nélküli protokoll azt jelenti, hogy a forrás és a célpont között nincs felépített hálózati kapcsolat.

### 1 Osztály: Sorrendhelyes kapcsolat nélküli
Az SCCP 1 protokoll osztálya felhasználja a 0 osztály képességeit és kiegészíti azokat az üzenetek sorrendhelyes átvitelének garanciájával. Ezt úgy érjük el, hogy az SCCP szolgáltatást használó magasabb rétegi protokoll az NSDU-ba tett sorrendvezérlő paraméterrel jelzi az SCCP rétegnek, hogy az üzenetet sorrendhelyesen kell átvinni. Ennek megfelelően az 1 osztály a kapcsolat nélküli protokoll továbbfejlesztett változata, mely biztosítja az SCCP fölötti protokollok üzeneteinek sorrendhelyes átvitelét.

### 2 Osztály: Egyszerű kapcsolatalapú
A 2 osztályú SCCP protokoll támogatja az 1 osztály által biztosított szolgáltatásokat, azzal a kiegészítéssel, hogy a két végponton az SCCP réteg fölötti entitások között egy kétirányú dialógus jön létre.

### 3 Osztály: Folyamatvezérelt kapcsolatalapú
Az SCCP 3 protokoll osztálya a 2 osztályt az alábbi szolgáltatásokkal bővíti:
- Sürgős üzenetek továbbítása és fogadása
- Az üzenetek sorrendhibájának felderítése és szükség esetén a kapcsolat újraindítása

## IP hálózatok fölötti átvitel
A SIGTRAN protokoll használata esetén kétféleképpen tudunk SCCP üzeneteket átvinni az Internet Protocol hálózatok fölött.
- Az SCCP átvihető közvetett módon az MTP level 3 User Adaptation protocol (M3UA) protokoll segítségével, mely támogatja az MTP-3 réteg fölötti protokollok átvitelét, beleértve az SCCP-t is, elfedve az alsóbb rétegeket.
- Az SCCP fölötti rétegek használhatják még az SCCP helyett a SCCP User Adaptation protocol (SUA) protokollt, ami az SCCP-nek egy módosított verziója, melyet kifejezetten az IP hálózatok fölötti átvitelre terveztek.

Az ITU-T is támogatja az SCCP protokoll átvitelét Internet Protocol fölött a következő megoldások által:
- Generic Signalling Transport Q.2150.0
- signalling transport converter for SCTPQ.2150.3
- specializált Transport-Independent Signalling Connection Control Part (TI-SCCP)T-REC-Q.2220.

TI-SCCP használható a Generic Signalling Transport szabvánnyal együtt melyeket az MTP3 és MTP3b számára adaptáltak a Q.2150.1 szerint, vagy a SSCOP vagy a SSCOPMCE számára adaptáltak a Q.2150.2 szerint.